# Ismail Safwat
Ismail Safwat (arabisch إسماعيل صفوت, DMG Ismāʿīl Ṣafwat) war ein General der irakischen Armee. Während des Palästinakriegs war er mit der Schaffung eines pan-arabischen Invasionsplan betraut.
Safwat startete seine militärische Karriere in der Armee des Osmanischen Reiches. Innerhalb der irakischen Streitkräfte stieg er bis zum General auf.
Zu Beginn des Palästinakrieges wurde Safwat Berater des Militärkomitees der Arabischen Liga. Safwat sagte korrekt voraus, dass die irregulären Guerillatruppen der palästinensischen Araber sowie die Arabische Befreiungsarmee nicht ausreichen würden den Jischuw militärisch zu schlagen.
Infolgedessen proklamierte er einen Invasionsplan, bei dem Libanon, Syrien, Ägypten, Irak und Transjordanien möglichst früh eingreifen sollten. Sein Plan forderte fünf modern ausgerüstete Divisionen mit ausreichender Luftunterstützung als Minimum. Der Plan wurde von den arabischen Staaten aus politischen Gründen verworfen. Ebenso scheiterte Safwat ein effektives Kommando über alle arabischen Streitkräfte herzustellen. Die verschiedenen Nationen verfolgten ihre eigenen Interessen und sträubten sich deshalb gegen Safwats Bemühungen. Er wurde am 13. Mai 1948, drei Tage vor dem Einmarsch regulärer arabischer Truppen in das ehemalige Mandatsgebiet Palästina durch den irakischen General Nur al-Din Mahmud abgelöst.
Nominell war er auch Kommandeur der Arabischen Befreiungsarmee. Deren Operationen wurden allerdings von Fausi al-Kawukdschi dirigiert.